# Plus qu'un jeu, plus que la vie
 (mai 2025).
Si vous disposez d'ouvrages ou d'articles de référence ou si vous connaissez des sites web de qualité traitant du thème abordé ici, merci de compléter l'article en donnant les références utiles à sa vérifiabilité et en les liant à la section « Notes et références ».
 (mai 2025).
La mise en forme du texte ne suit pas les recommandations de Wikipédia : il faut le « wikifier ».
Les points d'amélioration suivants sont les cas les plus fréquents. Le détail des points à revoir est peut-être précisé sur la page de discussion.
- Les titres sont pré-formatés par le logiciel. Ils ne sont ni en capitales, ni en gras.
- Le texte ne doit pas être écrit en capitales (les noms de famille non plus), ni en gras, ni en italique, ni en « petit »…
- Le gras n'est utilisé que pour surligner le titre de l'article dans l'introduction, une seule fois.
- L'italique est rarement utilisé : mots en langue étrangère, titres d'œuvres, noms de bateaux, etc.
- Les citations ne sont pas en italique mais en corps de texte normal. Elles sont entourées par des guillemets français : « et ».
- Les listes à puces sont à éviter, des paragraphes rédigés étant largement préférés. Les tableaux sont à réserver à la présentation de données structurées (résultats, etc.).
- Les appels de note de bas de page (petits chiffres en exposant, introduits par l'outil «  Source ») sont à placer entre la fin de phrase et le point final[comme ça].
- Les liens internes (vers d'autres articles de Wikipédia) sont à choisir avec parcimonie. Créez des liens vers des articles approfondissant le sujet. Les termes génériques sans rapport avec le sujet sont à éviter, ainsi que les répétitions de liens vers un même terme.
- Les liens externes sont à placer uniquement dans une section « Liens externes », à la fin de l'article. Ces liens sont à choisir avec parcimonie suivant les règles définies. Si un lien sert de source à l'article, son insertion dans le texte est à faire par les notes de bas de page.
- La présentation des références doit suivre les conventions bibliographiques. Il est recommandé d'utiliser les modèles {{Ouvrage}}, {{Chapitre}}, {{Article}}, {{Lien web}} et/ou {{Bibliographie}}. Le mode d'édition visuel peut mettre en forme automatiquement les références.
- Insérer une infobox (cadre d'informations à droite) n'est pas obligatoire pour parachever la mise en page.

Pour une aide détaillée, merci de consulter Aide:Wikification.
Si vous pensez que ces points ont été résolus, vous pouvez retirer ce bandeau et améliorer la mise en forme d'un autre article.
 (mai 2025).
Plus qu’un jeu, plus que la vie est un film documentaire réalisé par le journaliste sportif monténégrin Milutin Grgur. Le film a été diffusé en exclusivité sur Sport Klub 1 les 10, 12 et 17 janvier 2023.
Plus qu’un jeu, plus qu’une vie a été présenté en avant-première au Monténégro, avant d’être projeté à Split, Belgrade et Sarajevo. Le film a suscité l’attention pour sa représentation émouvante de l’amitié face à l’adversité, ainsi que pour son analyse de l’importance culturelle du football yougoslave.
L’équipe ayant travaillé sur le film est composée de la co-auteure Silvija Glavić Grgur, des directeurs de la photographie Darko et Dejan Vlahović, ainsi que du monteur et réalisateur Srđan Nikolić. La production a été rendue possible grâce au soutien de Sport Klub, à l’appui de nombreux collaborateurs.

## Action
Le documentaire retrace l’histoire de deux grandes figures du football, Robert Vukman et Ljubiša Mašković, qui se sont rencontrés enfants à Split et ont su préserver leur amitié malgré les troubles des guerres civiles yougoslaves des années 1990. Leur parcours s’articule autour d’un livre unique, sauvé grâce à leur lien, qu’ils parviennent à restituer à ses véritables propriétaires.
Le film met en lumière non seulement des récits personnels de résilience et d’amitié, mais également le contexte historique du football yougoslave, en particulier la rivalité emblématique entre l’Étoile rouge de Belgrade et le Hajduk Split. Des journalistes sportifs de renom tels que Zdravko Reić, Edo Peci et Milojko Pantić enrichissent le récit par leurs analyses et témoignages.

## Récompenses
- 2023. En 2018, ce documentaire a été nommé meilleur moyen métrage au premier festival international du film sportif BSAFF qui s'est tenu à Budva.

## À propos de l'auteur
Milutin Grgur est un journaliste sportif monténégrin reconnu, commentateur à la radio et à la télévision, intervenant dans des émissions couvrant l’ensemble du paysage sportif — du football national et de l’équipe nationale à la Coupe du monde et aux Jeux olympiques. Il a commencé sa carrière journalistique alors qu’il était encore lycéen, en tant que présentateur sur Youth Radio. Il est également le fondateur du programme jeunesse de Radio Nikšić. Depuis 1994, il est membre de la rédaction de la Télévision du Monténégro.
Plus qu’un jeu, plus qu’une vie est le quatrième film réalisé par Milutin Grgur, après Parents et enfants – Participants aux Jeux olympiques et One, un documentaire produit pour le Comité international olympique et Eurosport, consacré à l’équipe monténégrine de handball, célèbre pour avoir remporté la médaille d’argent aux Jeux olympiques de Londres. Grgur est également l’auteur du film Sails Through the Ages, qui a reçu un prix spécial du jury au Festival international du film touristique en Croatie, parmi 188 films issus de 143 pays.